# Asthenochloa
Asthenochloa en un género de plantas herbáceas de la familia de las poáceas. Su única especie: Asthenochloa tenera Büse es originaria de Indonesia y Malasia.

## Sinonimia
- Garnotia leptos Stapf
- Garnotia philippinensis Stapf[2]